# Isopsera punctulata
Isopsera punctulata är en insektsart som beskrevs av Brunner von Wattenwyl 1891. Isopsera punctulata ingår i släktet Isopsera och familjen vårtbitare. Inga underarter finns listade i Catalogue of Life.